# Region Arequipa
Region Arequipa – jeden z 25 regionów w Peru. Stolicą jest Arequipa, drugie pod względem liczby mieszkańców miasto Peru.

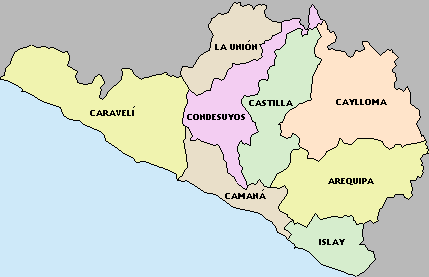
Prowincje Regionu Arequipa

## Podział administracyjny regionu
Region podzielony jest na osiem prowincji, które obejmują 108 dystryktów.
| Prowincja  | Stolica prowincji | Liczba dystryktów | UBIGEO |
| ---------- | ----------------- | ----------------- | ------ |
| Arequipa   | Arequipa          | 29                | 0401   |
| Camaná     | Camaná            | 8                 | 0402   |
| Caravelí   | Caravelí          | 13                | 0403   |
| Castilla   | Aplao             | 14                | 0404   |
| Caylloma   | Chivay            | 19                | 0405   |
| Condesuyos | Chuquibamba       | 8                 | 0406   |
| Islay      | Mollendo          | 6                 | 0407   |
| La Unión   | Cotahuasi         | 11                | 0408   |

## Geografia regionu
Na obszarze regionu Arequipa znajdują się dwa najgłębsze kaniony świata – Cotahuasi i Colca. Przyciągają one licznych turystów ze względu za piękne widoki. W regionie znajdują się pokryte śniegiem wulkany - Coropuna (6305 m n.p.m.), Solimana (6117 m n.p.m.), Chachani (6057 m n.p.m.), Pichu Picchu (5500 m n.p.m.) i El Misti (5821 m n.p.m.). Najwyższym szczytem regionu jest Ampato (6288 m n.p.m.).